# Ambulance chirurgicale automobile
Pour les articles homonymes, voir Ambulance (homonymie) et ACA.
Les ambulances chirurgicales automobiles, ACA (aussi appelées Autochir), étaient, pendant la Première Guerre mondiale, des hôpitaux chirurgicaux mobiles français destinés à opérer les blessés au plus près du champ de bataille. Elles ont fonctionné pendant toute la durée du conflit sur le front occidental et comportaient chacune plusieurs camions. L'ensemble se montait en trois heures et a permis d'établir jusqu'à 14 salles d'opération à Verdun.
Elles sont parfois appelées « formation Marcille » ou « formation Gosset-Dumont ».

## Développement et mise en place

### Origines du dispositif

Modèle Boulant, sur châssis d'autobus parisien Schneider, 1912.

L'abondance et la gravité des blessures causées par les obus n'était pas anticipée avant la guerre. L'organisation des soins du champ de bataille était alors consacrée à l'évacuation rapide des blessés vers les hôpitaux de l'arrière, rapidement dépassés dès les premiers temps de la guerre. Malgré tout, pour certains, le principe d'une automobile chirurgicale autonome dotée de tous les dispositifs nécessaires était acquis depuis 1912. En mai 1913, le médecin-général Mignon déclarait qu'« un blessé grave devra demeurer sur place, dans une ambulance sur la zone des armées, sur le terrain de la lutte… Les grands blessés resteront là quinze jours, deux mois s'il le faut. Ils ne prendront la route du territoire qu'au début de leur convalescence. »
En 1912, l'ingénieur Paul Boulant, de la société de construction mécanique du Havre (Schneider et Cie), avait ainsi conçu une « salle d'opération mobile », présentée et expérimentée aux manœuvres du Service de santé militaire de Paris. C'était une ambulance sur châssis Schneider, comprenant trois compartiments :
- à l'avant, autoclave et stérilisation par ultra-violet ;
- au centre, salle d'opération de 3,20 m sur 4,25 m ;
- à l'arrière : vestiaire, réservoir d'eau de 200 litres, lavabo, filtre et caisse à linge sale. Le prototype resta exposé au Val-de-Grâce et des commandes furent passées par la Russie en 1913. Cette ambulance, restée unique en France, tomba aux mains des Allemands lors de la bataille de Charleroi[4].

### Mise en place
Une première version est mise en place au début de la guerre, à l'initiative du chirurgien Maurice Marcille et avec le concours financier de la duchesse d'Uzès et du prince Orloff,.
En novembre 1914, l'ambulance chirurgicale expérimentale mise sur pied et dirigée par Marcille aidé par son ami François Henri Hallopeau part de Paris le 10 novembre et fonctionne près d'Hesdin, à dix kilomètres de la ligne de feu. Du 14 au 27 novembre, 70 blessés sont opérés ; l’expérience est réussie, mais est arrêtée prématurément, peut-être à cause du caractère particulier de Marcille, décrit par son ami G. Duhamel, et de ses mauvaises relations avec l’autorité militaire. Officiellement, l'expérience est jugée désastreuse, des accusations graves étant portées contre le comportement et la probité professionnelle de son concepteur.
Toutefois, les premiers résultats sont publiés par François Henri Hallopeau et Marcille (La Presse Médicale, 11 février 1915). Jules Abadie avait publié la semaine précédente, dans la même revue, une autre étude pour une automobile chirurgicale le 4 février 1915. Le 18 février, la Société de Chirurgie des hôpitaux de Paris recommande la généralisation et l'utilisation plus rationnelle des formations Marcille.
Le Grand Quartier Général reste très critique envers Marcille, mais ce dernier, par ses soutiens politiques, obtient le principe d'une seconde expérimentation qui sera toutefois dirigée par un autre que lui.
A la fin février 1915, Antonin Gosset, médecin-major de 1re classe, eut ainsi la charge de la forme définitive des Autochirs, sous la tutelle du Service de santé des armées. Après trois semaines de tests, du 16 février au 4 mars à Sainte-Menehould, puis au Château de Salvange, le rapport positif de Gosset est envoyé au ministre de la guerre, le 10 mars 1915.
Le 4 mai 1915, le nouveau dispositif est présenté au public autorisé et à la presse. Le service de santé est largement félicité, Gosset est encensé et Marcille totalement oublié. Cependant, ce dernier reste attaché au dispositif en tant que « ingénieur », continuant à soumettre des plans détaillés sous contrôle étroit de l'administration centrale.

### Financement
Les premières auto-chirs furent créées avec l'aide financière de donateurs privés, et inaugurées avec éclat par Alexandre Millerand, ministre de la guerre. Marie-Louise Heine-Fould, épouse de l'ancien député Achille Fould, a fait don au Service Santé d'une salle d'opération mobile avec tout son matériel qui a été installée et a fonctionné au Claon, ambulance 8/5, 3e Armée. Le coût important du dispositif a par ailleurs freiné les débuts de son développement.
Le personnel était choisi par la direction du service de santé et la faveur d'être nommé à une autochir était très courue. Les plus grands parmi les chirurgiens de Paris et de province les commandèrent : Alexis Carrel, Jacques de Fourmestraux, Antonin Gosset, Raymond Grégoire, Georges Lardennois, Charles Lenormant, René Leriche, Massabuau, Pierre Mocquot, Robert Proust, Renon, Charles Viannay.

### Répartition géographique des Auto-chirs

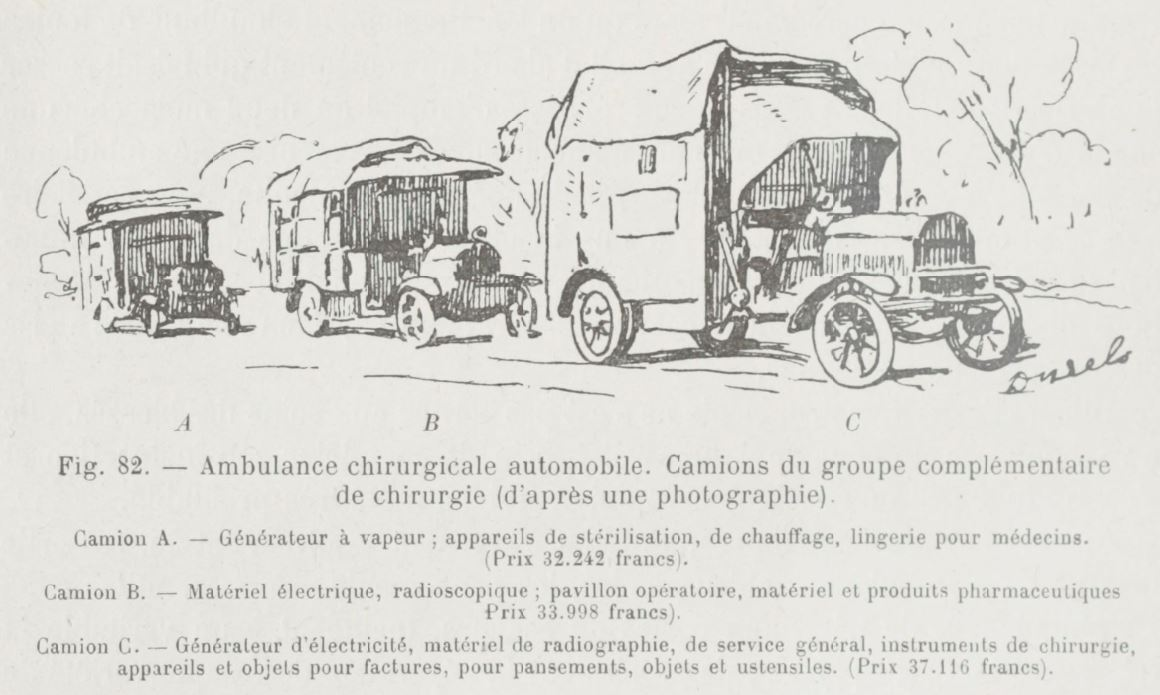
Groupe complémentaire d'une auto-chir.

Le 11 mai 1915, la première Auto-chir fut mise en service à Sainte-Menehould, près de la ligne de feu. Elle était alors sous le commandement d'Antonin Gosset, les autres médecins-chefs de la numéro 1 furent Charles Jean Lenormant (petit-fils de l'archéologue Charles Lenormant), Robert Proust (frère de l'écrivain), et Thevenot.
L'Auto-chir 2 resta sous le commandement d'Henri Rouvillois jusqu'en 1918. Elle fonctionne dans quatre régions, en Artois, à Houdain, lors de l'offensive du printemps 1915 ; puis à Marcelcave, près de Villers-Bretonneux, quand se déclenche l'attaque de la Somme ; au Chemin des Dames, à Courlandon, d'avril à juin 1917, où elle est plusieurs fois bombardée, enfin en 1918, sur le front de l'Aisne, à Senoncourt-les-Maujouy.
L'Auto-chir 3 sous le commandement de Raymond Grégoire de 1915 à 1918 et l'Auto-chir 21 sous celui de Pierre Duval, puis de Lefilliartre.
En juillet 1915, il y avait neuf autochirs au front. Il y aura en tout vingt-trois autochirs modèle 1915. Les autochirs numérotées à partir de 30 correspondent à un nouveau modèle 1917, beaucoup plus lourd, nécessitant de 24 à 36 h de montage. À partir de décembre 1915, chaque division fut épaulée d'un « Groupe de stérilisation et d’opération » plus mobile, surnommé « Petite Chavasse. » Les ambulances non spécialisées ont alors eu le rôle de tri et de transport des blessés jusqu'aux auto-chirs.

## Constitution d'un Autochir

### Types de véhicules

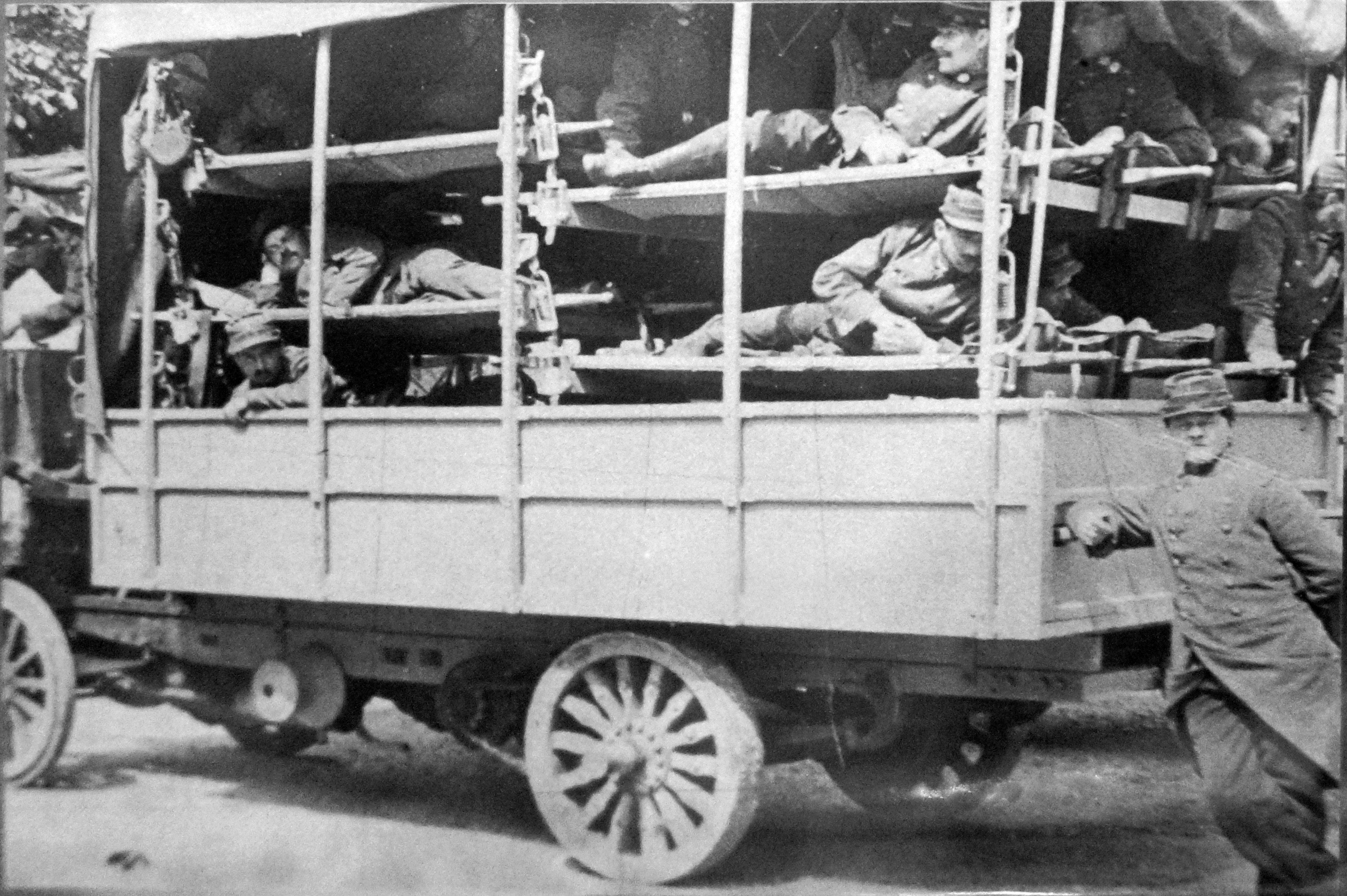
Camion de transport.

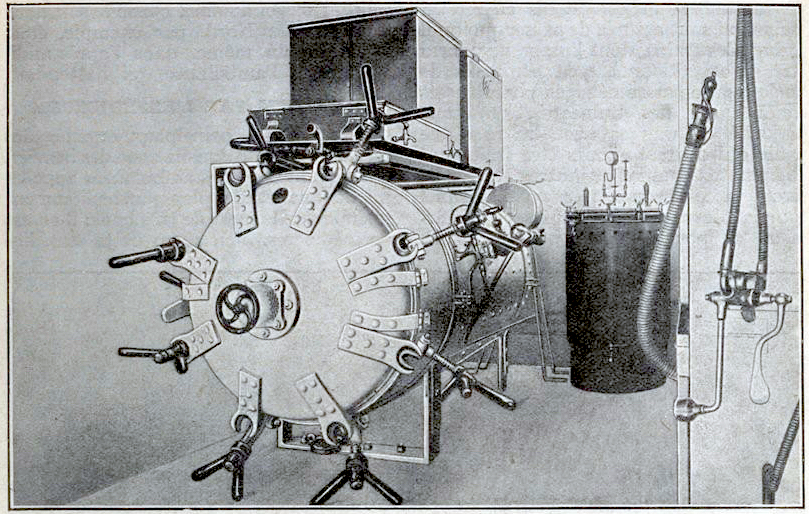
L'autoclave équipant les ambulances chirurgicales.

L'autochir A1 se composait de cinq camions Berliet type CBA (3,5 t), deux camionnettes (1,5 t) et quatre véhicules sanitaires Renault.
Il y a trois camions techniques (A, B, C) :
- Le camion A est le camion de stérilisation (autoclaves, bouilloires, étuves , chauffe-linge.. alimentés par un générateur à vapeur). Il contient aussi les radiateurs de chauffage central et les paniers de chirurgie (instruments et vêtements).
- Le camion B est le camion de radiologie (appareil et chambre noire).
- Le camion C contient les panneaux démontables d'une salle d'opération, la pharmacie, et le groupe électrogène.

Les deux autres camions portent la literie. Les deux camionnettes transportent le personnel et le matériel administratif. Les quatre véhicules sanitaires transportent les infirmiers, ils sont utilisés pour évacuer les blessés en période d'activité.
Une fois en place, le pavillon opératoire rectangulaire fait 15 m de long sur 5 m de large. Il est constitué de panneaux interchangeables en contreplaqué, chacun muni d'une fenêtre avec des carreaux en mica. La toiture est une toile verte imperméable, le plafond est un vélum blanc. Le pavillon comporte deux salles d'opérations à deux tables chacune, et une alvéole de nettoyage-préparation. Les deux camions de stérilisation et radiologie sont reliés à ce pavillon par un couloir. L'ensemble se monte en trois heures, et en moins de deux avec l'entraînement.
Par la suite, s'ajouteront diverses tentes et baraques. L'autochir A3 à Verdun a ainsi pu abriter 300 blessés dans quatorze salles d'hospitalisations.

### Accompagnement
Une ambulance « nourricière » est accolée à une ACA. Exemple, l'ambulance numérotée 5/17 est « jumelée » à l'autochir n° 2 et lui servira de « nourrice » jusqu'à la fin de la guerre. Son rôle est de soulager l'autochir en la dispensant des tâches administratives à l’entrée : enregistrement, récupération des papiers, objets personnels, armes, et de la préparation du blessé avant une intervention en général lourde, déshabillage, lavage, réchauffage éventuel, injections, désinfection...
Après l’opération, la nourricière récupère le blessé pendant quelques jours de façon que l’équipe chirurgicale puisse le revoir et conseiller utilement l’équipe médicale de la nourricière. Dans la pratique, une ambulance se retrouve affectée comme nourricière d’une ACA pour une période plus ou moins longue et le tandem se déplace alors conjointement, convoi routier très imposant.

### Format définitif

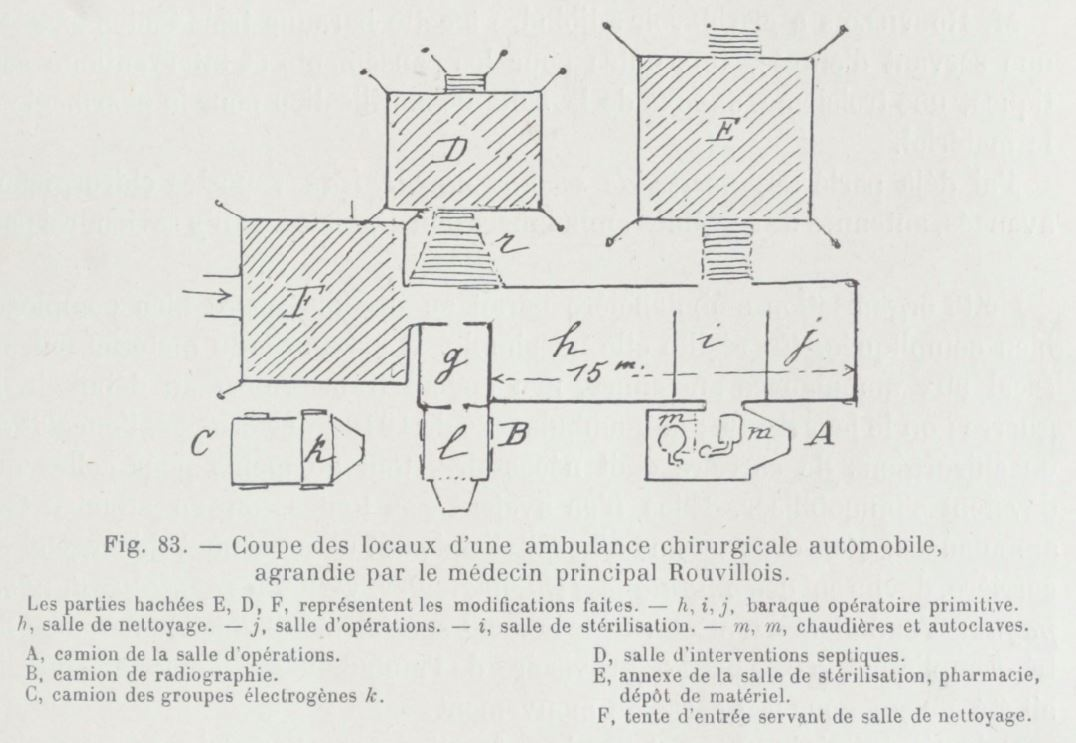
Coupe des locaux d'une ambulance chirurgicale automobile (fig. 83).

En 1916, le personnel de l'auto-chir est décrit comme comprenant 42 personnes. Le personnel se composait en général de neuf médecins (4 chirurgiens, 4 aides et 1 radiologue), un pharmacien, un officier administratif, et 25 infirmiers dont 10 étudiants en médecine. En 1917, ces équipes sont renforcées par un laboratoire de bactériologie chirurgicale, et des équipes plus spécialisées (chirurgie viscérale, fractures, chirurgie maxillo-faciale). Des infirmières remplacent les infirmiers envoyés auprès des unités combattantes.
À partir de 1917, l’autochir dite « légère » comporte :
- six tentes Bessonneau facilement démontables, de vingt lits chaque, réunis par un couloir de toile, et un certain nombre de tentes d’un modèle ordinaire pour l’abri du personnel, le matériel, le laboratoire ;
- une baraque opératoire démontable en bois contre-plaqué, sol de linoléum, radiateurs à eau chaude alimentés par une petite chaudière, une entrée, deux pièces symétriques, dont l’une consacrée à la radio ;
- un camion de stérilisation s’adaptant à la baraque avant, deux autoclaves Bellanger à vapeur surpressée ;
- un camion pour le transport du matériel radio ;
- quelques camions.

Personnel :
- un médecin-chef : débarrassé des questions d’administration et d’installation ;
- un chirurgien ;
- un bactériologue ;
- un pharmacien ;
- un officier d'administration ;
- quatre infirmières, une quarantaine d’infirmiers hospitaliers.

L'autochir est accolée à un H.O.E. Le développement parfois important des baraquements dépendants de l'autochir, en particulier à Verdun, a pu transformer les autochirs en authentiques hôpitaux de campagne.

## Ambulance auto-chirurgicale russe

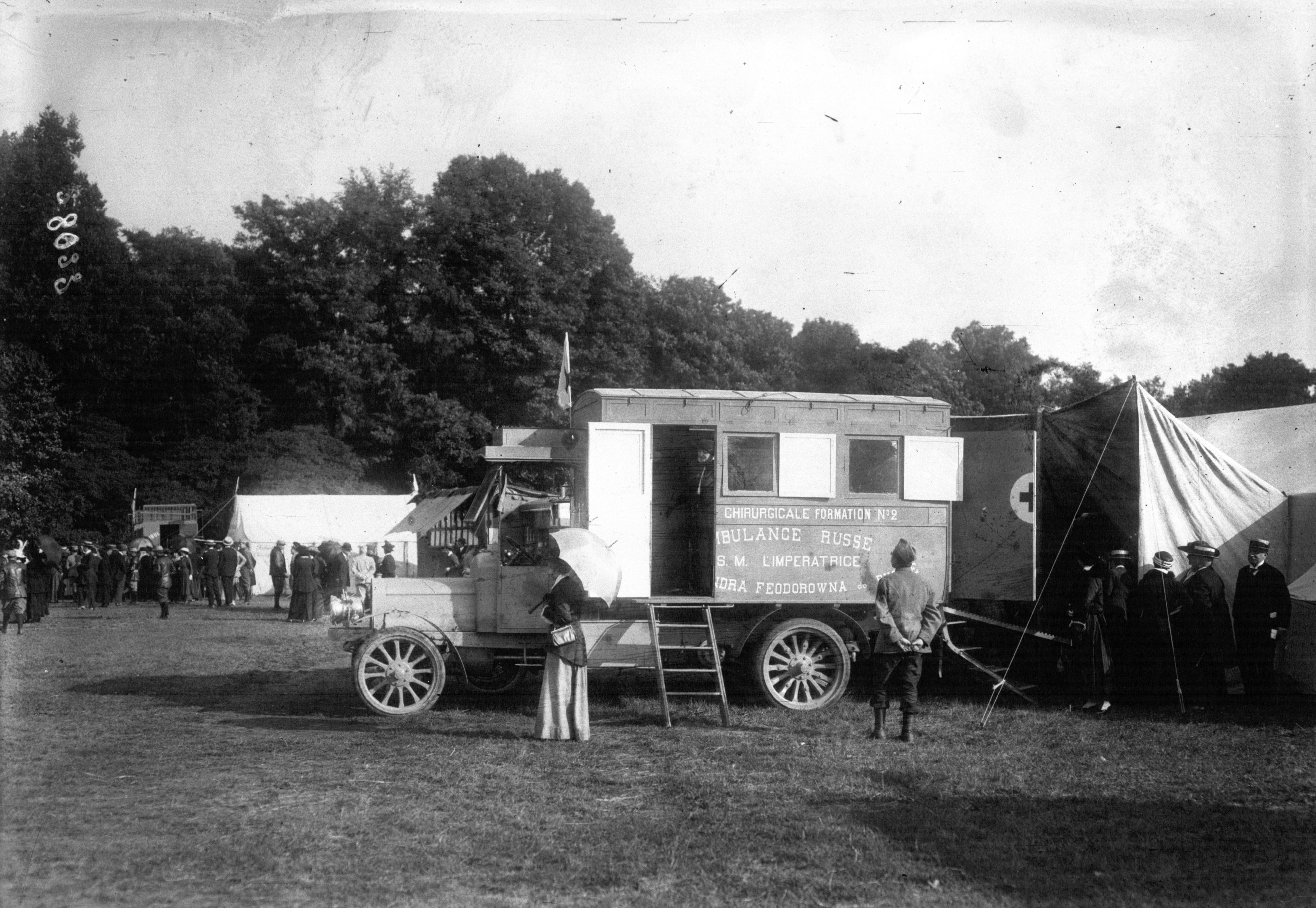
Ambulance russe - voiture chirurgicale.

Un groupe de Russes à la tête duquel se placent la comtesse Margarita Karlovna von Toll, épouse de l'ambassadeur Alexandre Petrovitch Izvolski, la comtesse Alexandra Constantinovna von Zarnekau, fille morganatique d'un duc d'Oldenbourg, épouse du secrétaire de l’ambassade Léon Narischkine, et sa cousine Mme Verola, assistées de quelques gens fortunés dont Victor Goloubew, délégué de la Croix-Rouge russe, organisent sous le haut patronage de l'impératrice douairière de Russie, Alexandra Fedorovna un service d'ambulances automobiles pour aller chercher les blessés en première ligne et les ramener rapidement à l'abri. Les ambulances russes sont présentés en grande pompe au public dans la cour des Invalides, le 14 mars 1915.
L'œuvre des Formations Chirurgicales Franco-Russes, présidées par la duchesse d'Uzès, a pour but de fournir à l'armée des salles d'opérations permettant d'opérer près du front et soutient activement les travaux de Marcille. Les Ambulances Russes aux Armées Françaises (dirigées par le colonel Dimitri d'Osnobichine et Adam de Wieniawski en est le secrétaire général,,) sont placées sous l'autorité des Services de Santé de l'armée. L'encadrement est constitué par des officiers français, le corps médical est souvent français, mais une grande partie des personnels, dont les chauffeurs, est composée de Russes résidents en France dès avant guerre, engagés dans la Légion Étrangère. Les intellectuels russes et français y sont surreprésentés. On y rencontre des artistes comme Ossip Zadkine, Alexandre Zinoview, Serge Férat, Paul Kotlarevsky, des hommes de lettres comme Abel Bonnard, des journalistes André Warnod, des acteurs de cinéma, le compositeur Marcel Lattès ou encore des sportifs
Le 20 mars 1915, l'ambulance russe (n°1) est rattachée à la Ve armée, installée à Épernay, Section d'Hospitalisation (SHO) de la Division marocaine.
Les formations rattachées aux Ambulances Russes aux Armées Françaises sur le front occidental sont au nombre de six dont :
- L’ACA Russe n°1 ou SSR n°1 (Section Sanitaire Russe) qui comporte deux sections chirurgicales avec chacune une salle d'opérations Marcille, initialement affectée à la Ve armée, puis à a la IVe armée, après août 1915. Le 27 octobre 1915, le général de Langle cite l'ambulance auto-chirurgicale russe n° 1 à l'ordre de la IVe armée, Bataille de Champagne (1915).
- L’ACA Russe n° 2 ou SSR n°2. La formation chirurgicale n° 2 est composée d'une voiture d'opération et de stérilisation, d'une voiture radiologique et d'une camionnette pour le transport, affectée d'abord à la IVe armée puis à la Brigade Russe en mai 1916[5].

Adam de Wieniawski est délégué à la formation auto-chirurgicale à la 4e armée ; Victor Goloubew et Paul Verola à la 5e armée.

## Impact sur les soins du champ de bataille
La première autochir avait été affectée à un corps d'armée, sous la direction du professeur Proust, le 11 mai 1915, mais on s'aperçut vite qu'il fallait l'affecter non à un corps de troupe, mais à une « réserve sanitaire » à la disposition de la direction de l'arrière qui devait régler ses mouvements. L'avantage ressenti à l'époque de l'autochir par rapport aux tentes-salles d'opération habituelles, outre le confort, était la possibilité pour le chirurgien de surveiller lui-même les opérés après l'intervention au lieu de les renvoyer à l'arrière.
Selon Rouvillois, « l'autochir disposant de puissantes ressources en personnel et en matériel devait permettre d'opérer dans les meilleures conditions de confort chirurgical. » Dans une Note sur l'utilisation des locaux techniques, à la Société de chirurgie de Paris, du 21 juillet 1915, il précisait que son ambulance ne soignait que les blessés non transportables vers l'arrière, donc qu'il s'agissait d'une chirurgie lourde. Mais ceux-ci parvenaient à l'ambulance souvent trop tard : dans une statistique établie deux ans après, Rouvillois compte, sur 112 admissions, moins du tiers blessé depuis moins de six heures, la moitié entre six et douze heures, le reste depuis plus de douze heures et même plus de vingt-quatre heures. Il notait aussi que le choc traumatique devenait grave six heures après la blessure, « chez ces malheureux réduits pendant le premier hiver de la campagne à l'état de bloc de boue ensanglanté... » ; il ajoutait : « le problème est d'amener le blessé au chirurgien dans le minimum de temps avec le maximum de confort ».
Sur le front de Verdun, il y avait dès le début quatre autochirs qui furent renforcées par cinq autres. Une autochir à Verdun recevait 31 grands blessés par jour en moyenne. Elles ont pu résister à un fonctionnement prolongé, comme l'autochir 12 (médecin-chef Gross) avec trois mois ininterrompus à Froidos. Chaque médecin-chef avait sa tactique de triage et d'interventions.
En principe, les blessés passent dans une tente de triage, puis dans une tente de préparation (déshabillés, nettoyés, roulés dans des couvertures, réchauffés et « remontés »), pour être opérés directement. Le rendement est accru par une salle d'opération à deux tables : une équipe (l'aide et l'anesthésiste) prépare le geste opératoire sur le blessé arrivant, pendant qu'une autre opère un blessé déjà préparé. Les équipes avaient un entrainement différent, certaines étaient spécialisées (abdomen, tête et cou...).
L'expérience a montré qu'un chirurgien entraîné et vigoureux ne pouvait faire plus de 20 à 25 opérations graves par jour. Dans des circonstances extrêmes, certains ont pu aller jusqu'à 32, voire 35 en 24 heures. On est alors passé à l'alternance des équipes toutes les 24 h, puis au système des trois-huit, 80 équipes chirurgicales arrivant en renfort sur Verdun, les autochirs passent à quatre équipes chirurgicales.
L'autochir 3, déplacée à Baleycourt (secteur rive gauche de la place forte), reçoit du 28 février au 7 avril 1916, 4 118 blessés dont 1 045 graves et très graves. Il y eut au total 259 morts, 131 jugés inopérables, et 87 morts malgré l'opération, soit une mortalité globale opératoire de 10%.

## Impressions à l'époque
À partir de 1914, Georges Duhamel occupe pendant quatre ans les fonctions de médecin aide-major dans des autochir, dans des situations souvent très exposées notamment lors de la bataille de Verdun. Alors qu'il exerce près du front de Champagne en 1915, il décide de raconter les épreuves que les blessés subissent. Deux romans naîtront de cette expérience : Vie des martyrs, paru en 1917, un recueil de récits qui connaîtra un certain succès et Civilisation, livre-témoignage sur les ravages de la guerre. Le livre sort en avril 1918 sous le pseudonyme de Denis Thévenin.
Dans un long poème consacré à la guerre, l'auto-chir est décrite comme une usine consacrée à réparer les dégâts causés par la guerre :

« Au sortir de la lutte et de la haine,

Pénétrons dans l'usine à chair humaine !

Où la Science, après avoir détruit, 

Veut réparer le mal qu'elle a produit.

Dans l'autochir, voyez-vous la science

Étaler là ses plus récents progrès ?

Pour travailler la chair des fils de France

Que l'on triture et détruit sans regrets.

Quoi ! L'autochir est semblable aux usines !

N'entend-on pas bourdonner des machines ?

De l'éclairage il ronflait, le moteur

Et l'autoclave exhalait sa vapeur. »

— Marcel André, dit André-Bellot, Fleurs de sang, l'Illiade du XXe siècle, chant XII, « À l'autochir »